# 대왕 세종
《대왕 세종(大王 世宗)》은 2008년 1월 5일에서부터 2008년 11월 16일까지 방송되었던 KBS 2TV 대하 드라마 작품이었다.

## 트리비아
조선 태종 시대부터 세종 시대를 대부분의 배경으로 하고 있다. 제1회 방송 시작 하루 전인 2008년 1월 4일에 제작 뒷이야기를 다룬 스페셜 방송이 있었으며, 2008년 11월 16일까지 총 86부작으로 방송되었다.
한편, 이 작품은 당초 KBS 드라마 PD인 이성주 씨가 담당 PD로 낙점되었으나, 그는 KBS 드라마 2팀장으로 발령되면서 연출자가 바뀌었다.
아울러, 2007년 12월 첫 회가 나갈 예정이었으나 《대조영》의 연장에 따라 2008년 1월로 첫 방영일이 변경됐는데, 거듭 KBS 2TV로 채널을 이동한 이후, 시청률 관련 성적이 하락했으며 주말 대하드라마 주요 시청자층인 40대 이상 남성들의 기호를 오판한 것이 컸다.

## 제작진
- 극본: 윤선주, 김태희
- 연출: 김성근, 김원석
- 해설: 김종성, 김기현

## 등장 인물

### 주요 인물
- 김상경 : 세종 이도 역 (어린 세종 : 김도현, 소년 세종 : 이현우)
- 이윤지 : 소헌왕후 심씨 역 (아역 : 남지현)

### 조선의 왕실
- 김병춘 : 회안대군 이방간 역 (특별출연)
- 이상엽 : 세자 이향 역 (어린 이향 : 오은찬, 소년 이향 : 강빛)
- 서준영 : 수양대군 이유 역 (어린 수양대군 : 최민호)
- 박상민 : 양녕대군 이제 역 (어린 양녕대군 이제 : 정찬우, 소년 양녕대군 이제 : 이인)
- 여윤정 : 수성부부인 광산 김씨 역 - 양녕대군 이제의 부인. (20대 시절 수성부부인 김씨 : 유서진)
- 안성민 : 효령대군 이보 역 (아역 : 유태웅)
- 권성현 : 예성부부인 해주 정씨 역 - 효령대군 이보의 부인.
- 윤영준 : 경녕군 이비 역 (아역 : 노영학)
- 주영민 : 성녕대군 이종 역 (1412~1414년 당시 8~10세 때의 성녕대군 이종 : 백승도)
- 주다영 : 정소공주 이씨 역 (어린 정소공주 : 김지원)
- 이주현 : 정의공주 이씨 역
- 여민주 : 순빈 하음 봉씨 역 - 세자 이향의 2번째 부인.
- 강해인 : 승휘 안동 권씨 역 - 세자 이향의 3번째 부인이자 세손 이홍위의 생모.
- 신동우 : 세손 이홍위 역 - 세자 이향의 외동아들. - 1450년 당시 닭띠 10세 때.
- 한시훈 : 안평대군 이용 역 (어린 안평대군 : 강한별)
- 이재석 : 임영대군 이구 역 - 1450년 당시 돼지띠 32세 때.
- 전익령 : 제안부부인 전주 최씨 역 - 임영대군 이구의 부인.
- 안재성 : 귀성군 이준 역 - 임영대군 이구의 차남. - 1450년 당시 닭띠 10세 때.
- 김지원 : 청하현주 이씨 역 - 임영대군 이구의 차녀. - 1450년 당시 소띠 6세 때.
- 최명길 : 원경왕후 여흥 민씨 역 - 태종(이방원)의 본부인.
- 김성령 : 효빈 효순궁주 김씨 역 - 태종(이방원)의 후궁.
- 강경헌 : 초궁장 역 - 정종(이방과)의 후궁.
- 안경용 : 계양군 이증 역 - 세종의 두번째 서자. 신빈 청주 김씨의 소생.
- 김민좌 : 정선군부인 청주 한씨 역 - 계양군 이증의 부인(한확의 딸이자, 인수대왕대비 한씨의 친정 언니.)
- 강인기 : 김원 역 - 신빈 청주 김씨의 친정 아버지. 계양군 이증의 외할아버지.
- 서혜린 : 삭녕 고씨 부인 역 - 신빈 청주 김씨의 친정 어머니. 계양군 이증의 외할머니.

### 조선의 국왕
- 정두홍 : 이성계 역 (특별출연)[5]
- 노영국 : 정종 역
- 김영철 : 태종 역

### 신왕파 대신
- 김갑수: 황희 역
- 안대용: 맹사성 역
- 이원종: 윤회 역
- 조성하: 이수 역
- 선동혁: 최윤덕 역
- 이진우: 정인지 역
- 이성민: 최만리 역
- 김영기: 변계량 역
- 이병욱: 김종서 역
- 이달형: 신장 역
- 권세인: 신숙주 역
- 윤원석: 박팽년 역
- 오용: 정창손 역
- 김덕현: 설순 역

### 구왕파 대신
- 김기현: 유정현 역
- 정동환: 조말생 역
- 김경응: 구종지 역
- 손종범: 구종수 역
- 김하균: 허조 역
- 김정학: 김문 역

### 군기감
- 이천희: 장영실 역
- 전현: 이천 역
- 이대연: 최해산 역

### 명나라
- 정한헌: 성조 역
- 정유미: 다연 역
- 이병식: 주고구 역
- 오승윤: 영종 역
- 고인범: 황엄 역
- 이대로: 왕진 역
- 김학철: 황찬 역
- 하용진: 해수 역
- 윤갑수: 육선재 역
- 심우창: 여진 역
- 윤효식: 소청 역

### 대신들
- 최종원 : 하륜 역
- 박영지 : 박은 역
- 최상훈 : 심온 역
- 정흥채 : 강상인 역
- 이용진 : 박습 역
- 최주봉 : 김한로 역
- 김응수 : 민무구 역
- 이서우 : 민무질 역
- 김형일 : 민무휼 역
- 이우석 : 민무회 역
- 김주영 : 이숙번 역
- 박상조 : 이종무 역
- 장기용 : 이순몽 역
- 이원발 : 박실 역
- 김광영 : 이각 역
- 이두섭 : 김효성 역

### 고려
- 유순철: 임선미 역
- 한태일: 조의생 역
- 김용수: 왕안 역
- 김명곤: 옥환 역
- 김승욱: 전행수 역
- 정의갑: 호위무사 무비 역
- 문천식: 전일지 역
- 최상길: 장칠상 역
- 박용수: 한영로 역

### 일본
- 배성우: 평도전 역
- 곽승남: 평망고 역
- 장세진: 종정성 역
- 서진원: 종준 역
- 김정민: 도도웅수 역
- 김승훈: 야마다 역
- 정종현: 이키시마 수장 역
- 이종구: 원도진 역
- 박정우: 정우 역
- 이한솔: 원의준 역

### 여진
- 신동훈: 이만주 역
- 김육룡: 심타납노 역
- 강민석: 임합라 역
- 방형주: 동맹가 역
- 함석훈: 동범찰 역

### 몽고
- 조경호: 토곤 역

### 그 외 사람들
- 이일재 : 김도련 역
- 이정현 : 이선(상궁나인) 역 - 청년 충녕대군이 사적으로 마음에 두지만, 상궁나인 이선은 결국 풍질병(천연두)에 걸려[6] 죽음.
- 김영필 : 함서환[7] 역
- 민지 : 담이 역
- 이병훈 : 김사행 역
- 황범식 : 노희봉 역
- 조재완 : 장원 역
- 윤기원 : 엄자치 역
- 김용준 : 오근 역
- 김보미 : 한상궁 역
- 조병기 : 사또 역
- 주민준 : 박겸 역
- 강지후 : 풍개 역
- 원종례 : 기생녀(장영실의 어머니)
- 김지영 : 쇠귀할멈 역
- 안해숙 : 심온 부인 역
- 황미선 : 황엄의 여동생
- 권성현 : 이경숙 역
- 선학 : 오막지 역
- 김선은 : 통사 역
- 오연서 : 어리 역
- 김홍표 : 이순지 역
- 설지윤 : 퇴기 춘월 역
- 이한갈 : 강휘 역
- 신준영 : 백묘 역
- 김영필 : 원정우[8] 역
- 양기원 : 정동현[9] 역

## 시청률
| 2008년 1월 5일, 매주 KBS1 21시 40분 방송 |             |       |       |
| 제1회                                    | 1월 5일     | 20.1% | 22.3% |
| 제2회                                    | 1월 6일     | 22.4% | 23.0% |
| 제3회                                    | 1월 12일    | 21.5% | 21.0% |
| 제4회                                    | 1월 13일    | 21.9% | 22.5% |
| 제5회                                    | 1월 19일    | 19.7% | 21.3% |
| 제6회                                    | 1월 20일    | 21.2% | 21.6% |
| 제7회                                    | 1월 26일    | 18.0% | 20.0% |
| 제8회                                    | 1월 27일    | 20.0% | 21.2% |
| 제9회                                    | 2월 2일     | 18.5% | 19.5% |
| 제10회                                   | 2월 3일     | 20.2% | 19.2% |
| 제11회                                   | 2월 9일     | 21.8% | 21.3% |
| 제12회                                   | 2월 10일    | 21.9% | 22.0% |
| 제13회                                   | 2월 16일    | 20.4% | 20.4% |
| 제14회                                   | 2월 17일    | 20.7% | 20.7% |
| 제15회                                   | 2월 23일    | 17.2% | 18.2% |
| 제16회                                   | 2월 24일    | 20.9% | 20.8% |
| 제17회                                   | 3월 1일     | 17.8% | 21.2% |
| 제18회                                   | 3월 2일     | 21.1% | 20.7% |
| 제19회                                   | 3월 8일     | 17.4% | 17.4% |
| 제20회                                   | 3월 9일     | 18.5% | 18.5% |
| 제21회                                   | 3월 15일    | 17.0% | 17.0% |
| 제22회                                   | 3월 16일    | 19.2% | 17.9% |
| 제23회                                   | 3월 22일    | 16.0% | 17.8% |
| 제24회                                   | 3월 23일    | 17.4% | 19.8% |
| 제25회                                   | 3월 29일    | 18.2% | 16.9% |
| 제26회                                   | 3월 30일    | 19.3% | 19.4% |
| 2008년 4월 5일, 매주 KBS2 21시 5분 방송  |             |       |       |
| 제27회                                   | 4월 5일     | 13.8% | 12.4% |
| 제28회                                   | 4월 6일     | 18.8% | 15.9% |
| 제29회                                   | 4월 12일    | 14.9% | 14.5% |
| 제30회                                   | 4월 13일    | 17.0% | 16.1% |
| 제31회                                   | 4월 19일    | 14.2% | 13.5% |
| 제32회                                   | 4월 20일    | 17.3% | 16.4% |
| 제33회                                   | 4월 26일    | 13.8% | 12.6% |
| 제34회                                   | 4월 27일    | 17.1% | 16.5% |
| 제35회                                   | 5월 3일     | 14.4% | 13.7% |
| 제36회                                   | 5월 4일     | 15.7% | 17.5% |
| 제37회                                   | 5월 10일    | 15.0% | 13.2% |
| 제38회                                   | 5월 11일    | 16.3% | 16.1% |
| 제39회                                   | 5월 17일    | 15.4% | 15.5% |
| 제40회                                   | 5월 18일    | 17.2% | 17.3% |
| 제41회                                   | 5월 24일    | 13.8% | 13.2% |
| 제42회                                   | 5월 25일    | 17.0% | 15.2% |
| 제43회                                   | 6월 1일     | 15.7% | 13.9% |
| 제44회                                   | 6월 7일     | 13.4% | 12.4% |
| 제45회                                   | 6월 8일     | 13.9% | 14.1% |
| 제46회                                   | 6월 14일    | 12.4% | 12.9% |
| 제47회                                   | 6월 15일    | 15.3% | 15.0% |
| 제48회                                   | 6월 21일    | 14.1% | 12.7% |
| 제49회                                   | 6월 22일    | 10.0% | 9.7%  |
| 제50회                                   | 6월 28일    | 13.9% | 13.0% |
| 제51회                                   | 6월 29일    | 13.8% | 14.2% |
| 제52회                                   | 7월 5일     | 12.1% | 13.2% |
| 제53회                                   | 7월 6일     | 14.2% | 14.1% |
| 제54회                                   | 7월 12일    | 12.0% | 12.9% |
| 제55회                                   | 7월 13일    | 14.8% | 14.3% |
| 제56회                                   | 7월 19일    | 11.9% | 12.6% |
| 제57회                                   | 7월 20일    | 15.5% | 15.6% |
| 제58회                                   | 7월 26일    | 13.4% | 12.7% |
| 제59회                                   | 7월 27일    | 13.2% | 12.8% |
| 제60회                                   | 8월 2일     | 13.0% | 13.3% |
| 제61회                                   | 8월 3일     | 12.2% | 11.9% |
| 제62회                                   | 8월 9일     | 8.8%  | 10.0% |
| 제63회                                   | 8월 24일    | 9.5%  | 10.7% |
| 제64회                                   | 8월 30일    | 11.2% | 9.7%  |
| 제65회                                   | 8월 31일    | 11.4% | 11.4% |
| 제66회                                   | 9월 6일     | 13.3% | 13.6% |
| 제67회                                   | 9월 7일     | 16.0% | 15.1% |
| 제68회                                   | 9월 13일    | 9.5%  | 10.8% |
| 제69회                                   | 9월 14일    | 9.1%  | 10.0% |
| 제70회                                   | 9월 20일    | 13.7% | 13.0% |
| 제71회                                   | 9월 21일    | 16.1% | 15.6% |
| 제72회                                   | 9월 27일    | 12.0% | 12.3% |
| 제73회                                   | 9월 28일    | 14.1% | 13.4% |
| 제74회                                   | 10월 4일    | 11.9% | 11.9% |
| 제75회                                   | 10월 5일    | 14.7% | 14.8% |
| 제76회                                   | 10월 11일   | 12.5% | 12.5% |
| 제77회                                   | 10월 18일   | 10.5% | 10.7% |
| 제78회                                   | 10월 19일   | 12.5% | 13.1% |
| 제79회                                   | 10월 25일   | 8.8%  | 10.7% |
| 제80회                                   | 10월 26일   | 12.4% | 13.7% |
| 제81회                                   | 11월 1일    | 10.1% | 11.5% |
| 제82회                                   | 11월 2일    | 11.8% | 12.3% |
| 제83회                                   | 11월 8일    | 10.9% | 11.0% |
| 제84회                                   | 11월 9일    | 12.3% | 11.5% |
| 제85회                                   | 11월 15일   | 11.7% | 10.7% |
| 제86회                                   | 11월 16일   | 13.6% | 13.1% |
| 평균 시청률                              | 평균 시청률 | 15.3% | 15.3% |

- TNmS와 AGB닐슨 미디어 리서치에서 공개한 표를 바탕으로 작성한 시청률이다. 빨간색 글씨는 최고 시청률, 파란색 글씨는 최저 시청률을 나타낸다.

## 결방과 연장
- 2008년 5월 31일 - 7시 40분부터 2010년 FIFA 월드컵 아시아 3차 예선 <한국 VS 요르단> 중계 편성으로 결방
- 2008년 8월 10일 - 8시 30분부터 <여기는 베이징> 축구 예선 <한국 VS 이탈리아> 중계 편성으로 결방
- 2008년 8월 16일 - 7시 30분부터 <여기는 베이징> 편성으로 결방
- 2008년 8월 17일 - 올림픽 관련 특보 편성으로 결방
- 2008년 8월 23일 - 6시 30분부터 <여기는 베이징> 편성으로 결방
- 대왕 세종 방영 분량이 80부작에서 6회 연장되어 86부작으로 변경.확정되었다.

## 기타
- 해당 드라마가 2008년 4월 5일부터 2TV로 이동하면서 연예가중계와 개그콘서트는 주말 오후 9시에서 10시대로 시간대가 변경되었다가[10] <대왕 세종> 종영 후 2008년 가을개편부터 주말 오후 9시로 돌아왔다.

## 캐스팅에 관해
- 조선 세종 역에는 지진희 조재현 등이 물망에 올랐다[11].
- 당초 이미숙이 원경왕후 민씨 역으로 낙점되었으나[12] 개인사정 때문에 고사했다.

## 관련 사건
- 대마도 정벌